# Knochenkult
Knochenkult ist das siebte Album der Thüringer Dark-Metal-Band Eisregen und erschien im September 2008 über das Label Massacre Records.

## Titelliste
1. Stahlschwarzschwanger – 6:08
2. Treibjagd – 5:03
3. Erscheine! – 6:08
4. Das liebe Beil – 5:28
5. 19 Nägel für Sophie – 5:01
6. Sei Fleisch und Fleisch sei tot – 2:46
7. Schwarzer Gigolo – 4:31
8. Süßfleisches Nachtgebet – 5:52
9. Das letzte Haus am Ende der Einbahnstraße – 3:10
10. Knochenkult – 5:19
11. Blut ist Leben – 2:28 (nur auf Digipak-Version)

## Entstehungsgeschichte
Am 29. Juli 2007 gab Michael Roth im offiziellen Forum der Band die ersten Details zum anstehenden Album bekannt. Nach einer Sondierung der bisher für Knochenkult geplanten Texte war er zum Entschluss gekommen, einiges davon komplett wieder zu verwerfen, da es ihm nicht gut genug erschien. Ebenso wurden die ersten Arbeitstitel mit den Namen Sei Fleisch und Fleisch sei tot, Das liebe Beil, 19 Nägel für Sophie, Stahlschwarzschwanger, Knochenkult, Erscheine!, Süßfleisches Nachtgebet und Treibjagd bekannt gegeben, mit dem Vermerk, dass aber noch so manches dazukommen wird. Die beiden letzteren Titel waren ursprünglich für das Eisblut-Album Narbenwelt gedacht, jedoch dachte Roth, dass sie auf Knochenkult besser aufgehoben seien. Der Text zu Sei Fleisch und Fleisch sei tot wurde auch zeitgleich im Forum veröffentlicht.
Über den Stil wurde schon im Voraus folgendes gesagt:

„Das Songwriting hat ebenfalls begonnen, zwei der Titel sind komponiert. Ich muß mich nicht allzuweit aus dem Fenster lehnen um bereits jetzt schon festzustellen: K[nochen]k[ult] wird mit Sicherheit kein zweites B[lut]B[ahnen] oder was auch immer wir bislang gemacht haben-Album.“

Am 26. Juni 2008 gab Roth schließlich bekannt, dass das Werk zum Großteil bereits fertig sei und voraussichtlich im Herbst dann erscheinen würde:

„Die reinen Instrumental-Aufnahmen und auch die Vocals sind seit heute abgeschlossen, nur der Bass wird am Montag noch vom Burschen eingespielt werden. Das Album selbst wird mit Sicherheit mein Lieblingswerk aus dem eigenen Schaffen darstellen – bislang, versteht sich, man muß sich ja Optionen offen halten für kommendes Gut. [Ich] bin natürlich gespannt, wie es von den Fans aufgenommen wird, so es denn ab Ende September in den Läden steht. Wir haben am momentanen Limit gearbeitet und mir gefällt das Ergebnis ausgezeichnet […]
Bin nächste Woche für den Endmix noch […] im Studio und freue mich auf das Endergebnis, als wäre dies meine erste Platte.“

Vor dem Erscheinen des Albums wurde zudem schon das Lied Stahlschwarzschwanger ungekürzt über die offizielle Myspace-Präsenz der Band veröffentlicht. Massacre Records stellte von jedem Lied ein kurzes Sample online, wodurch sich schon vor dem Verkaufsstart des Albums bei Amazon.de erste Rezensionen fanden, über die sich Roth jedoch negativ äußerte, da es seiner Meinung fragwürdig sei, eine Rezension für ein Album abzugeben, das man nur auszugsweise gehört hat:

„Da der Schreiber der ‚Kritik‘ vor mir außer einer fehlerbehafteten Grammatik wenig Konstruktives präsentiert & nichtmal das komplette Werk vorab gehört hat, sondern es anhand einiger 1-minütiger Hörproben bewertet, stellt sich mir die Frage, warum AMAZON Kritiken zu einem Produkt Wochen VOR seinem eigentlichen Release überhaupt zulässt… Sehr sinnvoll.
Wie dem auch sei: ich mag unsere neue CD. Sie ist knackhart, fies, menschenunfreundlich, fett produziert, hat einige "nette" Geschichten zu bieten – wer also etwas auf sich hält, sollte sie kaufen. Man fühlt sich besser mit KNOCHENKULT im Hause, glaubt es mir …“

## Inhalt
Verglichen mit dem Vorgänger Blutbahnen sind die Texte des Albums nun wieder mehr morbid gestaltet geworden, wobei es sich bei dem Großteil der Lieder wieder um Balladen handelt. In 19 Nägel für Sophie wird beschrieben, wie der Protagonist nach Jahren erfährt, dass seine Freundin ihn betrogen und nie geliebt hatte, worauf er dieser 19 Nägel – für jeden Liebhaber einen – in den Körper schlägt. Zuvor hatte er all ihre Liebhaber auch noch aufgesucht und ermordet.
Das letzte Haus am Ende der Einbahnstraße thematisiert Snuff-Filme. Die Protagonisten locken junge Leute in ihr Haus, wo sie diese vor laufender Kamera auf grausamste Weise „für die Kunst“ umbringen. Der zusammengeschnittene Film wird dann einem Publikum vorgeführt, jedoch erkennt eine Frau dort ihre Tochter, die damals spurlos verschwand, woraufhin die Filmemacher verhaftet werden.
Schwarzer Gigolo handelt von einem Gigolo, der Affären mit älteren alleinstehenden Damen hat und diese – nachdem sie ihn im Testament als Erben festgesetzt haben – vergiftet, um sich daran zu bereichern.
In Das liebe Beil hingegen wird beschrieben, wie der Protagonist auf das Beil als Waffe aufmerksam wird und sich in dieses Werkzeug „verliebt“, mit dem er fortan all seine Taten vollbringt. Er kann sich auch nicht mehr vorstellen, wie sein Leben gewesen sein muss, als er das Beil noch nicht kannte.

## Stil
Sänger Roth sagte bereits im Voraus aus, dass die „Platte […] sehr vielschichtig ausgefallen [sei und] einige Lieder bzw. Parts […] im Härtegrad durchaus E[is]B[lut] tauglich“ seien.
Begann bereits der Vorgänger Blutbahnen mit dem Lied Eine kleine Schlachtmusik eher untypisch für Eisregen, so beginnt das erste Lied Stahlschwarzschwanger diesmal mit synthetischen Klängen, die das Lied einleiten. Die Violine, die seit Krebskolonie eine entscheidende Rolle bei der Musik Eisregens gespielt hatte, wird nun nicht mehr verwendet. Roths Gesang tendiert nun bei den Growls wieder in die Richtung der älteren Alben. Es gibt wieder klare Gesangsstellen, die vielfältiger als bei Blutbahnen gestaltet sind, jedoch im Vergleich seltener eingesetzt werden. Rein klar gesungene Lieder sind nicht mehr vorhanden, einzig bei Schwarzer Gigolo wird bis auf die Schlusszeilen rein klar gesungen.

## Aufmachung
Bei dem Cover-Artwork handelt es sich wieder um eine extra für das Album angefertigtes Gemälde, wie es auch schon bei Zerfall und Wundwasser der Fall war. Das Motiv, das den unteren Teil eines nackten weiblichen Körpers auf einem Skelett sitzend darstellt, wurde von Berg Morbach, einem ehemaligen Eisregen-Mitglied, gestaltet, der auch schon für Wundwasser das Artwork anfertigte. Die Vorlage hierfür liefert ein Cover des asiatischen Zoophilie-Labels Genki Genki. Die Bäume, die im Hintergrund gemalt wurden, entsprechen maltechnisch ebenso denen, die auf dem Wundwasser-Cover zu sehen war. Die limitierte Box des Albums, die Schallplatten-Version sowie das offizielle T-Shirt zeigen das Artwork in einem größeren Rahmen, dort ist der gesamte sitzende Frauenkörper zu sehen.
Ähnlich wie bei Wundwasser wurden keine Texte beigelegt, sondern ein kleines Poster. Zusätzlich wurde ein gefälschter Warnhinweis beigelegt, der diesen Umstand scherzhafterweise als Schutzmaßnahme bezeichnet:

„Vorsicht: Die Texte dieser CD sind rein fiktiver Natur. Sie enthalten u. a. künstlerische, dem Horror-Genre zugehörige Darstellungen von Gewalt. Psychisch labilen Jugendlichen & auch Erwachsenen, die eine negative Auswirkung dieser Texte auf ihr Gemeinwohl befürchten, raten wir dringend vom Konsum der CD ab! Zu Schutze dieser Personen wird auf den Abdruck der Texte verzichtet.“

Das Booklet beinhaltet daher neben den Produktionsdaten nur ein doppelseitiges Bild der Band, das in einem Wald gemacht wurde.
Nachdem seit Wundwasser die von Yantit entworfene Schrift nur noch beim Logo verwendet wurde, ist die Titelliste des Albums nun wieder in ihr gesetzt worden. Interessanterweise ist dort nun auch erstmals ein „ẞ“ (als Großbuchstabe) verwendet worden.

## Sonstiges
Die limitierte Digipak-Version des Albums enthält als Bonus-Lied eine Neuvertonung des Liedes Blut ist Leben, welches auf der Demo Das Ende des Weges enthalten war. Michael Roth kündigte bereits am 1. Juli 2008 im Forum an, dass es einen Bonus-Titel geben wird und versprach demjenigen, der als erstes den Titel errät eine der limitierten Digipak-Versionen samt einer persönlichen Widmung. Zusätzlich zur Digipak-Version gibt es eine limitierte Knochenkult-Box, die neben dem Album noch ein T-Shirt sowie eine Autogrammkarte enthält.